# Donalda (Alberta)
Donalda ist eine Gemeinde in der kanadischen Provinz Alberta und hat den Status eines Dorfes (englisch Village). Es wurde 1912 gegründet und ist benannt nach Donald A. Mann (bzw. nach anderen Quellen nach dessen Nichte), einem Vizepräsidenten  der kanadischen Eisenbahngesellschaft Canadian Northern Railway.
In den Gründungsjahren kämpfte der Ort in Zentral-Alberta (Aspen Parkland Region) mit seiner etwas unglücklich gewählten Lage, die auf einem Sumpf gebaute Hauptstraße musste immer wieder mit Erde aufgeschüttet werden. Dennoch entwickelte sich Donalda zu einem regionalen Handelszentrum, verlor jedoch durch die fortschreitende Konsolidierung von ländlichen Städten und die Verlegung der Eisenbahnstrecke bald wieder an Einfluss.
Donalda nennt sich selbst Kanadas Lampenhauptstadt, da das örtliche Museum unter anderem eine Kollektion von über 850 Lampen aus drei Jahrhunderten ausstellt, hauptsächlich Kerosinlampen. Seit Juli 2000 ist es auch die Heimat der offiziell größten Öllampe der Welt, einem leuchtturmartigen Gebäude mit einer Höhe von 12,8 Metern (42 Fuß) und einer Breite von 5,2 Metern (17 Fuß) an der Basis.

## Demographie
Der Zensus im Jahr 2016 ergab für die Gemeinde eine Bevölkerungszahl von 219 Einwohnern, nachdem der Zensus im Jahr 2011 für die Gemeinde noch eine Bevölkerungszahl von 259 Einwohnern ergab. Die Bevölkerung hat dabei im Vergleich zum letzten Zensus im Jahr 2011 deutlich um 15,4 % abgenommen, während der Provinzdurchschnitt bei einer Bevölkerungszunahme von 11,6 % lag. Im Zensuszeitraum 2006 bis 2011 hatte die Einwohnerzahl in der Gemeinde noch um 15,6 % zugenommen, während sie im Provinzdurchschnitt um 10,8 % zunahm.

## Söhne und Töchter der Stadt
- Tricia Helfer (* 1974), kanadisches Modell und Schauspielerin